# William Addison
William (Bill) Grady Addison (nascut el 28 de novembre de 1933 a Baton Rouge, Louisiana, mort el 29 d'octubre de 2008 a San Francisco), va ser un jugador d'escacs estatunidenc, que ostentà el títol de Mestre Internacional des de 1967.

## Resultats destacats en competició
Va participar diverses vegades al Campionat d'escacs dels Estats Units, els anys 1962-63, 1963-64, 1965, 1966 i 1969; aquest darrer any hi assolí un gran èxit, en acabar 2n, amb 7½/11, per darrere de Samuel Reshevsky, cosa que el va classificar per a l'Interzonal de Palma de 1970, on hi va finalitzar 18è. Va representar els Estats Units en les Olimpíades d'escacs de 1964 i 1966 (l'equip va obtenir el 1966 la medalla de plata). La seva última puntuació Elo internacional va ser de 2490 punts, i la de l'USCF va ser de 2595.
De 1965 a 1969 va ser director del Club d'Escacs de l'Institut de Mecànica.

## Partides notables
- William G Addison vs Donald Byrne (1963) Campionat d'escacs dels Estats Units, 1963, defensa índia de rei: Variant del fianchetto (E60), 1-0
- William G Addison vs Robert James Fischer (1965) Torneig de Nova York 1965, defensa Nimzoíndia: Normal. Variant Bronstein (E45), 1/2-1/2
- Robert James Fischer vs William G Addison (1966) Torneig de Nova York 1966, obertura Ruy López: defensa oberta, variant Tarrasch (C80), 1/2-1/2